# فرهاد سافينيا
فرهاد سافينيا (بالفارسية: فرهاد صفی‌نیا) (و. 1975  م) هو منتج أفلام، وكاتب سيناريو، وكاتب، ومخرج أفلام إيراني، ولد في طهران.

## التعليم
تعلم في مدرسة تيش العليا للفنون، وتعلم في ذا نيو سكول، وتعلم في كلية الملك في كامبريدج
.

## وصلات خارجية
- فرهاد سافينيا على موقع IMDb (الإنجليزية)
- فرهاد سافينيا على موقع ألو سيني (الفرنسية)
- فرهاد سافينيا على موقع أول موفي (الإنجليزية)
- فرهاد سافينيا على موقع قاعدة بيانات الفيلم (الإنجليزية)
- فرهاد سافينيا على موقع كينوبويسك (الروسية)